# Gymnopternus ventralis
Gymnopternus ventralis är en tvåvingeart som beskrevs av Friedrich Hermann Loew 1861. Gymnopternus ventralis ingår i släktet Gymnopternus och familjen styltflugor. Inga underarter finns listade i Catalogue of Life.